# دوبل
دَوْبَل أو أبو أظْلاف أو خِنْزِير الأرض (الاسم العلمي Orycteropus)، جنس حيوانات أفريقية لبونة من الناملات ورتبة الدرد. أنواعه ثلاثة اثنان منها منقرض وواحد حي.

## الأنواع
- دوبل حبشي